# Schizodelphis
Schizodelphis és un gènere extint de cetacis odontocets de la família dels eurrinodelfínids que visqueren als oceans de l'hemisferi nord des del Miocè inferior fins al Miocè mitjà, fa entre 11,1 i 23 milions d'anys. Se n'han trobat restes fòssils a Alemanya, Armènia, Àustria, l'Azerbaidjan, Bèlgica, Egipte, Eslovàquia, els Estats Units, França, Itàlia, Moldàvia, els Països Baixos i Suïssa. Es calcula que l'espècie S. sulcatus pesava uns 260 kg i tenia el cervell de 368 g, per a un quocient d'encefalització de 0,72, força baix en comparació amb molts cetacis moderns, però relativament alt en comparació amb altres cetacis extints.